# Hampshire-Schwein

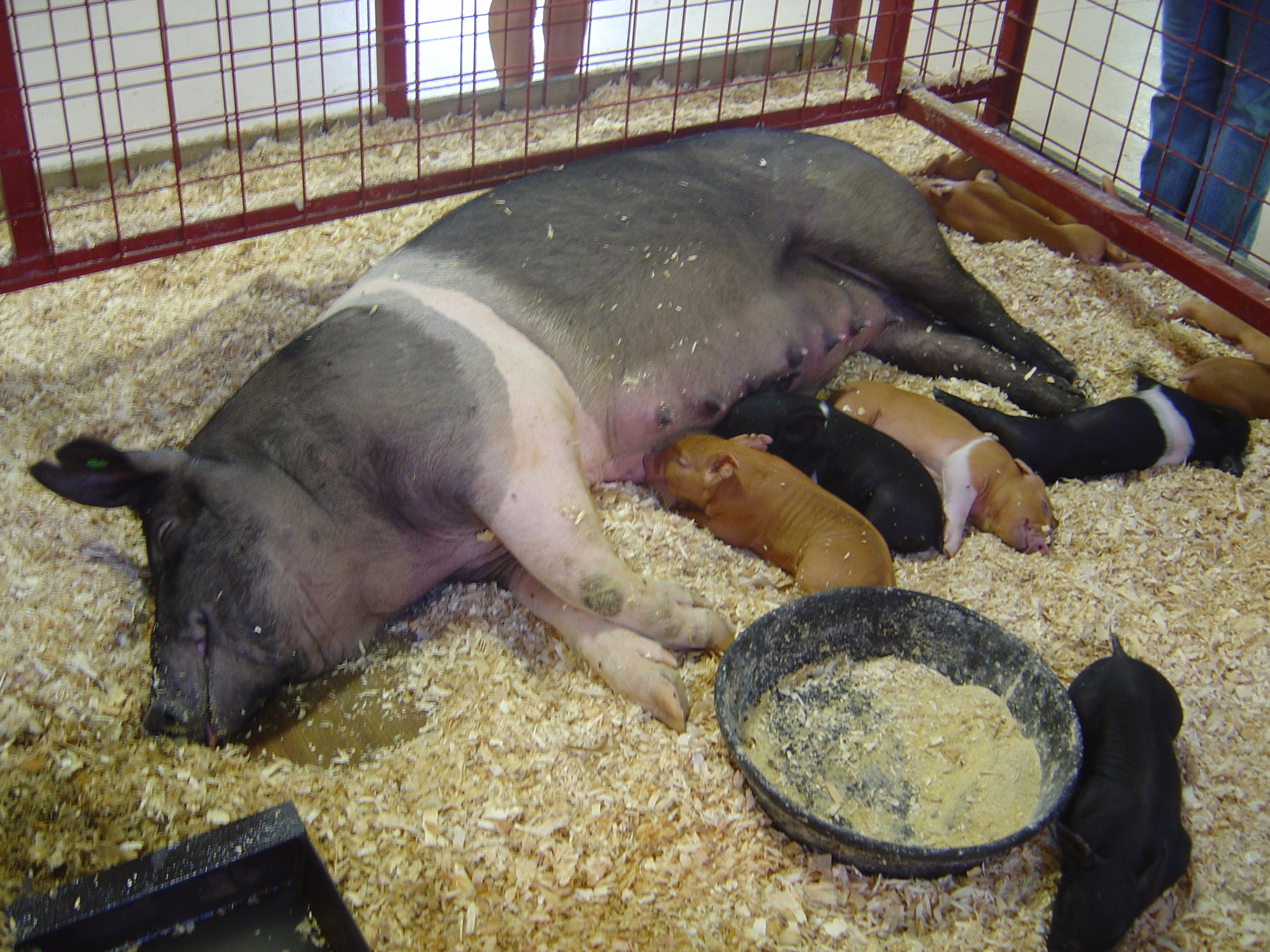
Säugende Hampshire-Sau mit Kreuzungsferkeln

Das Hampshire-Schwein ist eine Schweinerasse, die ursprünglich aus Hampshire an der Südküste Englands stammt und in heutigem Typ in den USA verbreitet ist.

## Zuchtgeschichte

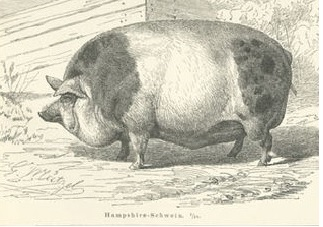
Hampshire-Schwein um 1880

Die Ursprünge dieser alten Rasse liegen in England, wobei ursprünglich weniger eine Rassen- als vielmehr eine Herkunftsbezeichnung für den Namen genommen wurde. Eine Beschreibung von 1840 spricht von einem weißen Schwein. Zu  der Zeit war es ein starkknochiges, schmalseitiges und grobes Tier, das sich nur unter optimalen Verhältnissen mit Eichelmast gut mästen ließ, während es unter anderen Verhältnissen kein gutes Fleisch lieferte. Schon damals sei es durch Einkreuzungen verbessert worden. Um 1850 wurde es als eine der englischen „Großen Rassen“ aus der Gegend um Hampshire beschrieben mit einer Länge von sieben bis acht Fuß und einem Gewicht von 600 bis 700 Pfund. Gegen Ende des 19. Jahrhunderts hatte sich die Schweinezucht in England weiter differenziert und es wurde zu den mittelgroßen Rassen gezählt. Diese sollten die Vorteile der Mastfähigkeit der „small breed“  mit der besseren Fruchtbarkeit und Gesundheit der „large breed“ kombinieren.
Verbreitung fand die Rasse hauptsächlich durch Tiere, die ab 1825 in die USA nach Kentucky importiert wurden. Dort wurden sie ursprünglich „Thin-Rinds“ genannt, weil ihre Haut dünner war als die der meisten anderen Schweine. Sie galten als widerstandsfähig, vital, fruchtbar mit guten Masteigenschaften. Diese Eigenschaften wurden züchterisch weiterentwickelt. 1893 wurde erstmals ein Zuchtverband unter dem Namen „American Thin Rind Association“ gegründet. Da die Rassen noch nicht genau definiert waren und optisch ähnliche Schweine verschiedene Namen hatten, erfolgte 1904 eine Umbenennung in „American Hampshire Record Association“. Nach mehreren Umbenennungen heißt der Verband seit 1939 „Hampshire Swine Registry“.
Nachdem der Verband in den ersten Jahren hauptsächlich rund um sein Ursprungsgebiet im Maisgürtel gewachsen war, erlangte die Rasse ab den 1930er Jahren größere Popularität auch über dieses Gebiet hinaus. Die Zucht wurde darauf ausgerichtet, die Schweine produktiver, langlebiger und profitabler zu machen. Obwohl die Sauen gute Muttereigenschaften haben, werden Tiere der Rasse heute, nachdem fast nur noch Hybridschweine gehalten werden, als Bestandteil der Vaterlinien bei Endstufenebern eingesetzt.

## Beschreibung und Bedeutung des heutigen Typs
Das Hampshire-Schwein ist heute ein mittelgroßes Schwein mit schwarzem Kopf, Hals und hinterer Körperhälfte mit einem weißen Sattel im Schulterbereich. Es hat kurze Beine und einen langen Kopf. Sauen wiegen bis zu 280 kg und Eber bis zu 320 kg. Im Gegensatz zum ähnlich gezeichneten Angler Sattelschwein hat es Stehohren. Die schwarzen Haare der Hampshire vererben sich dominant gegenüber weißen Landrasselinien, aber rezessiv gegenüber dem roten Duroc-Schwein.
Die Schweine gelten als stressunanfällig und weisen eine gute Fleischbeschaffenheit auf, auch weil aufgrund der Stressresistenz PSE-Fleisch nicht vorkommt. Zum Einsatz kommen sie hauptsächlich in Mehrrassenzuchtprogrammen, wo aus Kreuzungen mit Pietrain Eberlinien gezüchtet werden. In Deutschland sind nur sehr wenige Reinzuchttiere in den Ställen. Das Hampshire-Schwein wird allerdings nicht in der roten Liste einheimischer Nutztierrassen genannt. In der Schweiz ist sie ebenso wirtschaftlich bedeutungslos.
Schweine der Rasse werden in 54 Ländern gehalten. Damit liegt sie an vierter Stelle der weltweit in den meisten Ländern verbreiteten Rassen.

## Hampshire Hog

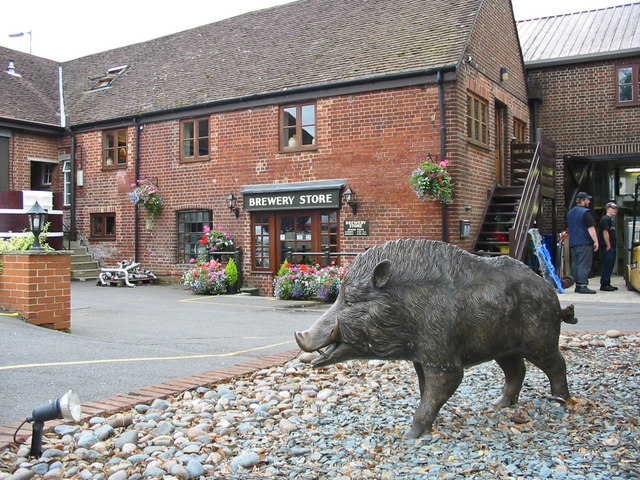
Hampshire-Hog-Plastik in Ringwood

Spätestens ab 1787 fand die Bezeichnung hampshire hog Eingang in die Literatur. In diesem Jahr definierte sie Francis Grose in A provincial glossary: with a collection of local proverbs, and popular superstitions als „eine scherzhafte Bezeichnung für einen Mann aus Hampshire“ und setzt sie in Zusammenhang mit der dortigen  Schweinezucht und deren qualitätsvollen Produkten. Es handelt sich um ein Wortspiel, da hog einerseits ‚Schwein‘ und ‚(kastrierter) Eber‘, andererseits ‚Rüpel‘, ‚Lümmel‘ und ‚(selbstsüchtiger) Fresssack‘ bedeutet. Youatt und Sidney meinen in ihrem Buch über Schweine jedoch, dass dieser Ausdruck für die männliche Bevölkerung von Hampshire zweifellos sehr ungerecht sei.
Heute trifft man in Hampshire auf Plastiken des Schweins. Verwendet wird sein Bild unter anderem auch in Form der Wetterfahne des dortigen Grafschaftsrates (County Council).

## Hampshire-Faktor
Mit dem Hampshire-Faktor wird die negative Eigenschaft von Fleisch aus Hampshire-Schweinen oder Kreuzungen daraus bezeichnet, dass es bei der Schinkenherstellung wesentlich höhere Kochverluste und dadurch eine geringere Ausbeute gibt. Die Ursache liegt in einem stark erhöhten glykolytischen Potential zum Schlachtzeitpunkt, welches im Vergleich zu anderen Rassen eine zwei- bis dreimal höhere Glykogenkonzentration im Muskel hervorruft. Während der pH-Wert-Verlauf unmittelbar nach der Schlachtung vergleichbar ist mit dem anderer Rassen, haben betroffene Tiere einen deutlich niedrigeren End-pH-Wert. Bezeichnungen dafür sind Acid-Meat oder Hampshire-Meat-Typ.